# Anja Nissen
Anja Nissen conocida popularmente como Anja (Winmalee, Nueva Gales del Sur, Australia, 6 de noviembre de 1995) es una cantante australodanesa. Saltó a la fama tras ganar la tercera temporada de The Voice Australia (2014).
En 2014, Anja ganó la tercera edición del programa La Voz Australia, formando parte del equipo de Will.i.am. Por entonces, Anja lanzó su disco debut, aunque no fue promocionado por ninguna radio y tuvo poca acogida.
En 2016, Anja participó en el Dansk Melodi Grand Prix, el concurso donde Dinamarca elige cada año a su representante en Eurovisión, quedando en segundo puesto con el 36 % de los votos, tras cantar "Never Alone". Al año siguiente, volvió a la competición, ganando y, por tanto, obteniendo la oportunidad de ser la representante danesa en el Festival de la Canción de Eurovisión 2017, que se celebró en la capital de Ucrania, con la canción "Where I Am".
Una vez empezada la semana del Festival Eurovisión, Anja se tuvo que enfrentar a una semifinal para poder pasar a la gran final. Actuó en la segunda semifinal del festival quedando en el puesto 10 y pasando a la final con 101 puntos, por encima de Serbia con 98 puntos, ya que solo se clasificaban los 10 primeros. En la gran final del concurso, Nissen finalizó en el puesto 20 empatada con Grecia a 77 puntos tras recibir una baja puntuación del televoto, que le otorgó 8 puntos.       
Después del gran festival, publicó en la redes sociales que esta experiencia le gusto mucho y la hizo ser más fuerte como cantante, pero dijo también que se esforzaría en dar cada día más.